# Mine de Chirano
La mine de Chirano est une mine à ciel ouvert et souterraine d'or située au Ghana. La mine appartient à 90 % à Kinross Gold, participation qu'il a acquise en 2010 par le rachat de Red Back Mining pour 7,1 milliards de dollars.
En 2022, des pourparlers débutent entre Kinross Gold et Asante Gold Corporation autour d'un rachat de la mine. L'argent du rachat proviendrait, en cas d'accor, de fonds étatiques ghanéens. 